# Bonifacius Christiaan de Savornin Lohman

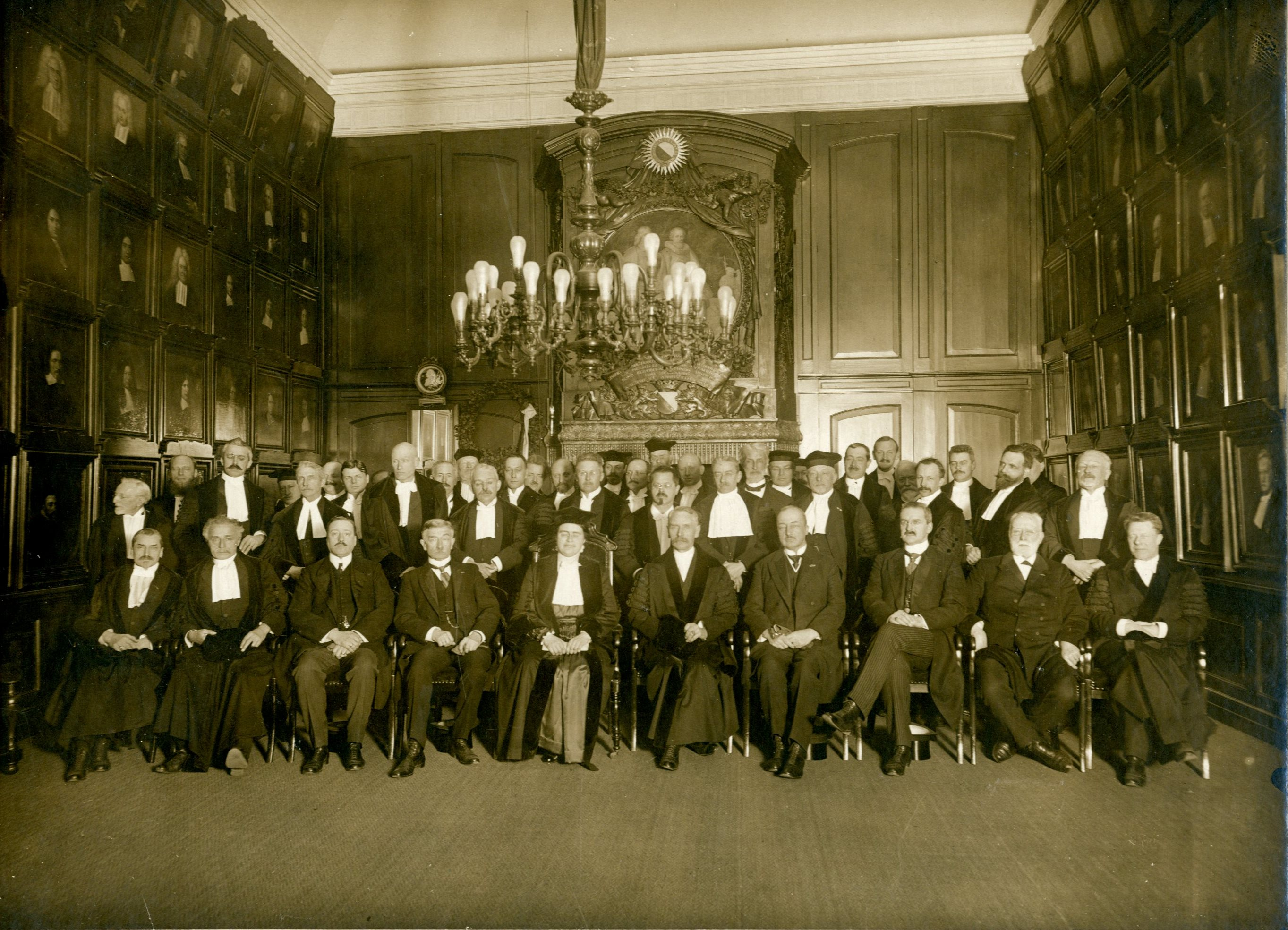
De Savornin Lohman (staande, 7e van links), Rijksuniversiteit Utrecht 1917

Jhr. Bonifacius Christiaan de Savornin Lohman (Groningen 13 juli 1883 - Utrecht 17 maart 1946), was een Nederlands jurist, hoogleraar en Christelijk-historisch politicus.

## Biografie

### Achtergrond en opleiding
Lohman werd op 13 juli 1883 in Groningen geboren als zoon van jhr. Wytzius de Savornin Lohman (1842-1895), kantonrechter, en diens tweede echtgenote Hillegonda Christina Wilhelmina Cau (1854-1918), telg uit het geslacht Cau. Hij was een neef van jhr. mr. Alexander Frederik de Savornin Lohman, een belangrijk jurist en staatsman.
Lohman bezocht het christelijk Gymnasium van Utrecht en studeerde daarna rechten aan de rijksuniversiteit aldaar. Op 20 december 1910 promoveerde (cum laude) hij daar bij Duco Gerrold Rengers Hora Siccama op het proefschrift Bestuursinrichting van Gewest, Stad en Platteland van Utrecht gedurende de Bataafsche Republiek.

### Loopbaan
Lohman was van 1910 tot 1912 advocaat en procureur te 's-Gravenhage. Op 25 december 1912 werd hij hoogleraar staats- en administratief recht aan de Rijksuniversiteit Utrecht, hetgeen hij tot zijn overlijden in 1946 bleef. Zijn werkzaamheden als hoogleraar in Utrecht brachten hem in contact met gelijkgezinden, als Carel Gerretson en Horace van Gybland Oosterhoff. Met hen deelde hij de opvatting dat het Nederlandse koloniale rijk te allen tijde moest worden gehandhaafd. Met Gerretson deelde Lohman de Groot-Nederlandse gedachte. Later ontstond er een verwijdering tussen Lohman enerzijds en de zich in meer rechts-autoritaire richting ontwikkelende Gerretson en Gybland Oosterhoff. In 1924-1925 was Lohman voorzitter van de Nederlandse Juristen-Vereniging.
Lohman was een kritisch lid van de Christelijk-Historische Unie (CHU) en stond in de vrij-antirevolutionaire traditie. Al die jaren dat Lohman lid was van de CHU vond hij dat de partij werd geleid door zwakke figuren. Veel sympathie had hij dan voor de Anti-Revolutionaire Partij (ARP) en dan met name voor haar leider dr. Hendrikus Colijn. Ondanks dit alles bleef Lohman lid van de CHU.
In 1926 werd Lohman in de Eerste Kamer gekozen. Van september 1929 tot 17 maart 1946 was hij fractievoorzitter van de CHU in de Eerste Kamer. In de Kamer sprak hij vooral over Defensie, Buitenlandse Zaken, Onderwijs en Indië. In 1927 was hij een van de felste bestrijders van het Nederlands-Belgisch Verdrag.

### Tijdens de bezetting
Tussen 9 oktober 1940 tot 8 april 1944 verbleef hij als gijzelaar (deel van de zgn. "Indische Groep") in Duitse krijgsgevangenschap in Buchenwald, kamp Haaren en kamp Sint-Michielsgestel. Na de oorlog zette hij zich in voor een fusie van CHU en ARP. Fusiebesprekingen kwamen echter nooit van de grond.
In maart 1946 werd Lohman lid van de parlementaire commissie-Van Poll die een onderzoek moest instellen naar de situatie in Indonesië. Hij overleed echter op 17 maart 1946 op 62-jarige leeftijd in Utrecht.

## Privé
- Hij was getrouwd met zijn volle nicht Cornelia Schwartz (1890-1991), telg uit het geslacht Schwartz en had vijf kinderen (3 dochters en 2 zoons).
- Hij behoorde tot de Nederlandse Hervormde Kerk.

## Onderscheidingen
- Ridder in de Orde van de Nederlandse Leeuw, 31 december 1934